# Lampepudsergræs-slægten
Slægten lampepudsergræs (Pennisetum) er forholdsvis stor (med 80-140 arter). De er udbredt i tropiske og subtropiske egne i Afrika, Asien, Australien og Latinamerika. Nogle af arterne er forvildede i Europa og Nordamerika En del af arterne høstes som korn, og nogle få bruges som prydplanter.
Det er én- eller flerårige græsser, hvis maksimale højde kan være alt fra ganske få cm til 8 m. De blomstrende aks er meget tætte og danner kompakte toppe, som er forsynet med stive avner og småtorne. Avnerne er besat med fjeragtige hår.
| Beskrevne arter |

- Lampepudsergræs (Pennisetum alopecuroides)
- Kikuyugræs (Pennisetum clandestinum)
- Perlehirse (Pennisetum glaucum)
- Afrikansk elefantgræs (Pennisetum purpureum)
- Rød lampepudsergræs (Pennisetum setaceum)

| Andre arter |

| - Pennisetum advena - Pennisetum alopecuros - Pennisetum americanum - Pennisetum americanum - Pennisetum americanum - Pennisetum angolense - Pennisetum asperifolium - Pennisetum atrichum - Pennisetum bambusiforme - Pennisetum basedowii - Pennisetum benthamii - Pennisetum cenchroides - Pennisetum chilense - Pennisetum chudeaui - Pennisetum ciliare - Pennisetum complanatum - Pennisetum compressum - Pennisetum dichotomum - Pennisetum distachyum - Pennisetum divisum - Pennisetum durum - Pennisetum flaccidum - Pennisetum frutescens - Pennisetum giganteum - Pennisetum hohenackeri | - Pennisetum hordeiforme - Pennisetum hordeoides - Pennisetum incomptum - Pennisetum japonicum - Pennisetum lanatum - Pennisetum latifolium - Pennisetum leonis - Pennisetum ×longistylum - Pennisetum macrostachys - Pennisetum macrourum - Pennisetum massaicum - Pennisetum merkeri - Pennisetum mezianum - Pennisetum mollissimum - Pennisetum natalense - Pennisetum nervosum - Pennisetum nodiflorum - Pennisetum occidentale - Pennisetum orientale - Pennisetum orientale - Pennisetum pedicellatum - Pennisetum pennisetiforme - Pennisetum petiolare - Pennisetum pilcomayense - Pennisetum polystachion | - Pennisetum prieurii - Pennisetum quartinianum - Pennisetum ramosum - Pennisetum rueppelianum - Pennisetum ruppelii - Pennisetum schimperi - Pennisetum schweinfurthii - Pennisetum setigerum - Pennisetum setosum - Pennisetum sieberianum - Pennisetum sphacelatum - Pennisetum spicatum - Pennisetum squamulatum - Pennisetum stramineum - Pennisetum subangustum - Pennisetum thunbergii - Pennisetum trachyphyllum - Pennisetum triflorum - Pennisetum typhoides - Pennisetum typhoideum - Pennisetum unisetum - Pennisetum villosum - Pennisetum violaceum |